# Nepropustné nýtování
Nepropustné nýtování je druh nýtování, jehož technika zabraňuje propouštění kapalin nebo plynů skrz stěny nádob nebo trubek v místě použití nýtu. Toto nýtování se uplatňuje zejména při stavbě otevřených i uzavřených nádob (bez přetlaku obsahu), u potrubí velkých průměrů, u kouřovodů apod.
Pro toto nýtování se nádrže vyrábějí z konstrukčních plechů, které by měly mít tloušťku od 3 do 12 mm. Ocel použitá na výrobu těchto plechů je buď 10 420 nebo 11 420, výjimečně pro podřadné účely 10 001. Nýty jsou nejčastěji v jedné řadě (jednořadé nýtování). Pokud je nýtovaný plech tenčí než 6 mm, je nutné ho utěsnit. K tomu se mohou použít vložky z lepenky nebo plátna napuštěné olejem. Pokud spoje pracují za vyšší teploty, používá se azbestová lepenka.

## Výpočet tloušťky stěny
Pro tloušťku stěny [mm] válcové nádrže je možno použít tento vztah:
{\displaystyle s={\frac {D.p_{max}}{2\phi \sigma _{D}}}+3}
kde D je průměr nádrže [mm], pmax - tlak kapaliny na dno [Pa], φ - součinitel zeslabení  (φ = 0,7), σD - dovolené namáhání v tahu [MPa].
Pro tloušťku stěny [mm] u hluboké nádrže zase platí:
{\displaystyle s={\frac {b}{2}}{\sqrt {\frac {\alpha p}{\sigma _{Dov}}}}+3}
kde b je rozměr kratší strany [mm], p - tlak kapaliny v těžišti stěny [Pa], σDov - dovolené namáhání v ohybu [MPa], α - součinitel závislý na oměru stran a/b;

| a/b | 1    | 1,2 | 1,5 | 2   |
| α   | 1,14 | 1,5 | 1,9 | 2,4 |